# Чемпіонат Швейцарії з хокею 2009
Чемпіонат Швейцарії з хокею 2009 — 98-й чемпіонат Швейцарії з хокею (Національна ліга А). Чемпіоном став «Давос» (29 титул).

## Регламент
За регламентом чемпіонату клуби грали між собою по 4 матчі. На другому етапі клуби ділились на регіональні групи та ще грали в два кола. На третьому етапі — вісімка найкращих клубів в плей-оф розіграли звання чемпіону Швейцарії.
Четвірка найгірших команд у втішному раунді визначили команду, яка зіграє перехідні матчі проти чемпіона НЛБ.

## Кваліфікація

### Підсумкова таблиця
| М   | Команда                  | І  | В  | ВО | ПО | П  | Шайби   | О   |
| --- | ------------------------ | -- | -- | -- | -- | -- | ------- | --- |
| 1.  | СК «Берн»                | 50 | 30 | 4  | 5  | 11 | 187:136 | 103 |
| 2.  | ЦСК Лайонс               | 50 | 26 | 8  | 3  | 13 | 176:149 | 97  |
| 3.  | «Клотен Флаєрс»          | 50 | 27 | 6  | 3  | 14 | 174:130 | 96  |
| 4.  | «Давос»                  | 50 | 25 | 6  | 5  | 14 | 184:135 | 92  |
| 5.  | ХК «Лугано»              | 50 | 19 | 8  | 7  | 16 | 175:156 | 80  |
| 6.  | «Серветт-Женева»         | 50 | 22 | 5  | 2  | 21 | 157:140 | 78  |
| 7.  | «Фрібур-Готтерон»        | 50 | 19 | 7  | 4  | 20 | 154:143 | 75  |
| 8.  | «Цуг»                    | 50 | 20 | 3  | 5  | 22 | 171:166 | 71  |
| 9.  | Лангнау Тайгерс          | 50 | 19 | 5  | 2  | 24 | 170:180 | 69  |
| 10. | Рапперсвіль-Йона Лейкерс | 50 | 14 | 1  | 5  | 30 | 143:208 | 49  |
| 11. | Амбрі-Піотта             | 50 | 12 | 1  | 8  | 29 | 129:190 | 46  |
| 12. | ХК «Біль»                | 50 | 11 | 2  | 7  | 30 | 126:213 | 44  |

### Найкращі бомбардири (кваліфікація)
| М   | Гравець          | Клуб                     | Г  | П  | О  |
| --- | ---------------- | ------------------------ | -- | -- | -- |
| 1.  | Юрай Колнік      | Серветт-Женева           | 45 | 27 | 72 |
| 2.  | Кіммо Рінтанен   | Клотен Флаєрс            | 23 | 44 | 67 |
| 3.  | Патрік Торесен   | Лугано                   | 22 | 41 | 63 |
| 4.  | Стейсі Рйост     | Рапперсвіль-Йона Лейкерс | 17 | 46 | 63 |
| 5.  | Байрон Річі      | Серветт-Женева           | 22 | 38 | 60 |
| 6.  | Петтері Нуммелін | Лугано                   | 21 | 39 | 60 |
| 7.  | Мартін Карія     | Лангнау                  | 15 | 43 | 58 |
| 8.  | Кристіан Дюбе    | СК «Берн»                | 16 | 40 | 56 |
| 9.  | Сімон Гамаш      | СК «Берн»                | 18 | 36 | 54 |
| 10. | Ніклас Нордгрен  | Рапперсвіль-Йона         | 25 | 28 | 53 |
| 11. | Раян Гарднер     | ЦСК Лайонс               | 25 | 28 | 53 |

## Плей-оф

### Чвертьфінали
- «Цуг» — СК «Берн» 4:2 (2:5, 3:2, 2:3 ОТ, 5:2, 3:2, 3:1)
- «Клотен Флаєрс» — «Серветт-Женева» 4:0 (2:1, 6:2, 4:1, 6:5 Б)
- «Фрібур-Готтерон» — ЦСК Лайонс 4:0 (3:1, 3:0, 2:1, 3:2 ОТ)
- «Давос» — ХК «Лугано» 4:3 (1:2 ОТ, 3:2, 4:3 ОТ, 5:3, 4:5 ОТ, 2:3 Б, 7:1)

### Півфінали
- «Клотен Флаєрс» — «Цуг» 4:0 (3:2 ОТ; 3:2; 6:0; 3:0)
- «Давос» — «Фрібур-Готтерон» 4:3 (4:1; 3:5; 1:2; 0:1; 3:2; 3:0; 4:3)

### Фінал
- «Давос» — «Клотен Флаєрс» 4:3 (1:2 ОТ, 6:5 ОТ, 2:1, 0:4, 4:2, 0:1 ОТ, 2:1)

## Чемпіонський склад ХК «Давос»
- Воротарі: Рето Берра, Леонардо Дженоні
- Захисники: Флоріан Блаттер, Біт Форстер, Андреас Фуррер, Лукас Гербер, Марк Гіанола, Робін Гроссманн, Лукас Стооп, Ян фон Аркс
- Нападники: Андрес Амбюхл, Даріо Бюрглер, Даніель Карбіс, Александр Дейгл, Петер Гуггісберг, Лі Джіман, Робін Леблан, Йозеф Марга, Майкл Різен, Сандро Ріцці, Петр Сикора, Петр Татічек, Рето фон Аркс, Діно Візер, Марк Візер
- Тренери: Арно Дель Курто, Ремо Гросс

## Плей-оф (втішний раунд)

### 1 раунд
- Рапперсвіль-Йона Лейкерс — Амбрі-Піотта 4:2 (5:0, 1:2, 2:1, 2:3, 3:1, 3:1)
- Лангнау Тайгерс — ХК «Біль» 4:3 (5:1, 1:4, 3:4, 3:2, 5:0, 3:4, 5:1)

### 2 раунд
- Амбрі-Піотта — ХК «Біль» 4:2 (2:4; 2:3; 5:1; 2:0; 7:5; 4:3)

### Перехідні матчі с чемпіоном НЛБ
- ХК «Біль» — Лозанна 4:3 (4:5 ОТ, 2:4, 6:3, 4:1, 3:1, 1:6, 5:1)